# Murmur
| 전문가 평가                   | 전문가 평가 |
| 평가 점수                     | 평가 점수   |
| 출처                          | 점수        |
| ----------------------------- | ----------- |
| AllMusic                      | [ 4 ]       |
| Blender                       | [ 5 ]       |
| Chicago Tribune               | [ 6 ]       |
| Entertainment Weekly          | A           |
| Pitchfork                     | 10/10       |
| Q                             | [ 9 ]       |
| Rolling Stone                 | [ 10 ]      |
| The Rolling Stone Album Guide | [ 11 ]      |
| Uncut                         | [ 12 ]      |
| The Village Voice             | A−          |

《Murmur》는 1983년 4월 12일, I.R.S. 레코드가 발매한 미국의 얼터너티브 록 밴드 R.E.M.의 데뷔 스튜디오 음반이다. 《Murmur》는 리드 싱어 마이클 스타이프의 수수께끼 같은 가사, 기타리스트 피터 벅의 쟁글한 기타 스타일, 베이시스트 기타리스트 마이크 밀스의 멜로디 베이스라인으로 정의되는 특이한 음색으로 발매에 비판적인 찬사를 받았다.

## 음악
《Murmur》의 사운드는 미국 제1의 얼터너티브 록의 더 조용하고 내성적인 면을 특징으로 했다. 그 사운드는 전통적인 록 음악의 구조를 넘어서지는 못했지만, 당시에는 새로운 것이었다. 기타는 버즈와 비교하게 하는 밝고 반지 같은 차임벨을 가지고 있으며, 베이스 기타는 마이크 밀스가 선호하는 리켄배커의 밝은 펀치 사운드를 가지고 있다. 밀스는 음악의 멜로디적 요소를 베이스에 많이 실어 초기 R.E.M. 음반의 무디한 사운드에 기여한다. 또한 이 소리에 기여하는 것은 마이클 스타이프의 먼 노래인데, 그의 모호한 가사가 불분명하게 노래되어 음악의 신비함과 깊이에 도움이 된다.
드물게 R.E.M.의 공동 집필 사례에서 스타이프는 친구 닐 보간에게 〈West of the Fields〉에 가사를 기고해 달라고 부탁했다.

## 곡 목록
모든 곡들은 특별한 언급이 없는 한 빌 베리, 피터 벅, 마이크 밀스 그리고 마이클 스타이프가 작사/작곡하였다.
| #  | 제목                       | 재생 시간 |
| -- | -------------------------- | --------- |
| 1. | 〈Radio Free Europe〉      | 4:06      |
| 2. | 〈Pilgrimage〉             | 4:30      |
| 3. | 〈Laughing〉               | 3:57      |
| 4. | 〈Talk About the Passion〉 | 3:23      |
| 5. | 〈Moral Kiosk〉            | 3:31      |
| 6. | 〈Perfect Circle〉         | 3:29      |

| #  | 제목                   | 작사·작곡                         | 재생 시간 |
| -- | ---------------------- | --------------------------------- | --------- |
| 1. | 〈Catapult〉           |                                   | 3:55      |
| 2. | 〈Sitting Still〉      |                                   | 3:17      |
| 3. | 〈9–9〉                |                                   | 3:03      |
| 4. | 〈Shaking Through〉    |                                   | 4:30      |
| 5. | 〈We Walk〉            |                                   | 3:02      |
| 6. | 〈West of the Fields〉 | 베리, 벅, 밀스, 스타이프, 닐 보간 | 3:17      |